# Peep Show (Alternative TV)
Peep Show è il quarto album di studio del gruppo punk inglese Alternative TV, pubblicato nel 1987 da Overground Records, e in seguito ristampato su CD dalla stessa Overground nel 1996 con sei bonus track, e nel 2006 da Anagram Records. Le tracce bonus del 1996 provengono dagli EP Sex/Love del 1986 e Welcome to the End of Fun del 1985.

## Tracce
1. Chrissie's Moon - 2:20
2. Let's Sleep Now - 3:33
3. Tumble Time - 4:26
4. The River - 2:47
5. Boy Eats Girl - 5:38
6. My Baby's Laughing (Empty Summer Dream) - 3:10
7. Scandal - 7:07
8. White Walls - 3:37
9. Animal - 12:36

### Bonus track (ristampa 1996)
1. Victory - 2:34
2. Repulsion - 3:47
3. Welcome to the End of Fun - 4:21
4. Boy Eats Girl - 5:41
5. Anti - 3:56
6. Death Time - 6:40
7. You Never Know - 7:35

## Formazione
- Mark Perry - voce, chitarra, percussioni
- Izzy Davies - voce
- Justin Adams - chitarra
- Karl Blake - chitarra
- Protag - chitarra
- Steve Cannell - basso, percussioni, tastiere
- Allison Phillips - batteria, percussioni
- Dave George - tastiere
- Dave Jago - trombone
- Terry Edwards - tromba, sassofono
- Frank Sweeny - violino, viola
- Alternative TV - missaggio
- Grant Showbiz - missaggio, produttore, ingegneria del suono